# Hans Andersson i Nöbbelöv
Hans Andersson i Västra Nöbbelöv, senare i Skivarp, född 24 augusti 1848 i Snårestad, död 31 juli 1919 i Skivarp, var en svensk politiker (högern); han var riksdagsledamot (andra kammaren) 1882–1918.

## Biografi
Hans Andersson i Nöbbelöv blev år 1901 direktör för Skivarps sockerbruk. 
Han var ledamot av andra kammaren 1882–1918 och var under många år en av kammarens förgrundsfigurer. Andersson anslöt sig från början till Lantmannapartiet, vars allmänt liberala tendenser han delade. Han sade som medlem av Lagutskottet nej till den så kallade munkorgslagen 1889. Under tullstriden var han frihandlare och stannade kvar i Gamla lantmannapartiet, i vars förtroenderåd han satt sedan 1892.

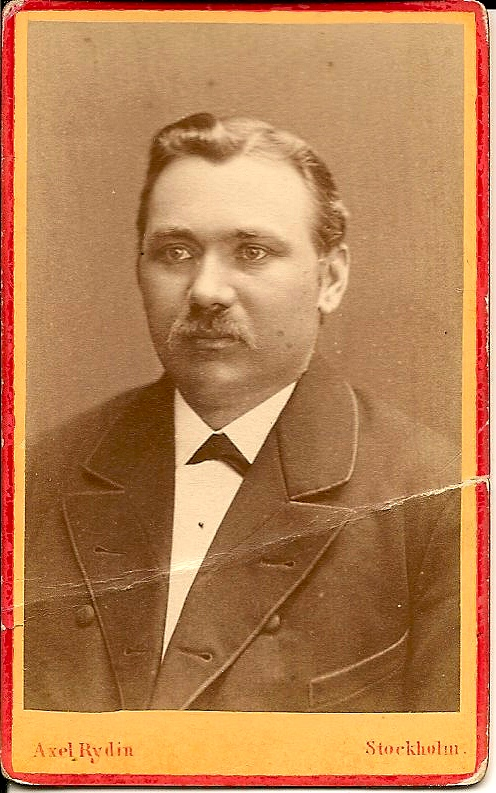
Andersson i Nöbbelöv fotograferad 1882 av Axel Rudin.

Under försvarsdebatten 1892 befäste han sitt anseende för orädd självständighet genom den skarpa repliken till krigsministern: "Jag för min del röstar ej på kommando; det säger jag uppriktigt." Han motarbetade då regeringspropositionen. År 1901 föreslog Andersson en skrivelse till Kungliga majestätet med begäran om nytt härordningsförslag. Indelningsverket skulle upphävas och 240 dagars övningstid införas för värnpliktiga. Förslaget föll. Som ledamot av försvarskommittén 1907–10 blev han säker på det befogade i försvarskraven, varigenom han övergav sina tidigare betänkligheter. Han deltog i motionerna om F-båt och bidrog effektivt till antagandet av 1914 års härordning.
I rösträttsfrågan hade Andersson från början arbetat för den kommunala rösträttsskalans begränsning och för en utvidgning av den politiska rösträtten. När striden sedan kom att handla om allmän rösträtt med eller utan proportionellt valsystem, förespråkade Andersson det senare alternativet. Han var medsignatär av "Påbodamotionen" om dubbelproportionalism 1906, anslöt sig 1907 till "Tällbergslinjen" och bidrog verksamt till att grundlagsreformen 1907 genomfördes. 
Andersson medverkade vid sammanslagningen av lantmannapartierna, och han tillhörde från början det återförenade Lantmannapartiets förtroenderåd. År 1906 övergav han likväl Lantmannapartiet för att bli ledare för ett nytt parti, Nationella framstegspartiet, och när detta 1912 sammanslogs med Lantmannapartiet blev Andersson Lantmanna- och borgarpartiets vice ordförande, vars ord vägde tungt i synnerhet i alla praktiska och lantbrukarna berörande frågor. Andersson gled med åren alltmer åt höger och blev en av andrakammarhögerns mest bemärkta män.
Andersson var även inblandad i AVF:s tillkomst.